# Relaciones Cabo Verde-Yugoslavia
Las relaciones Cabo Verde-Yugoslavia fueron las relaciones exteriores históricas entre la República de Cabo Verde y la RFS de Yugoslavia. Los dos países establecieron relaciones formales en 1975, aunque la asistencia yugoslava al liderazgo de Cabo Verde es anterior a la independencia de la nación de Portugal.

## Historia
Antes de la independencia, el gobierno de Yugoslavia desempeñó un papel activo en el apoyo financiero y material a los movimientos independentistas anticoloniales en todo el África portuguesa. En 1969, se estableció una organización constituyente dentro del Frente Popular de Yugoslavia, el denominado Fondo de Ayuda a las Víctimas de la Agresión y Dominación Colonial, que se encargó de recolectar y distribuir ayuda a los movimientos anticoloniales. El Partido Africano para la Independencia de Guinea y Cabo Verde (PAIGC), que libró una guerra de guerrillas contra las autoridades coloniales portuguesas en nombre de asegurar la independencia (y eventual unidad) de Guinea-Bisáu y Cabo Verde, recibió una ayuda considerable de Yugoslavia, incluida la construcción de instalaciones, asistencia médica para los combatientes, equipo militar y capacitación en los campos político, técnico y militar. La relación entre Yugoslavia y sus aliados africanos fue caracterizada por el Mariscal Tito como parte de una continuidad natural de la identidad revolucionaria yugoslava, que se forjó a partir de su propia historia como país colonizado.
Después de la independencia, se establecieron inmediatamente relaciones bilaterales formales entre Cabo Verde y Yugoslavia, y los dos países cooperaron estrechamente entre sí política y económicamente. En 1978, luego de una visita del presidente Aristides Pereira a Belgrado, se firmó un nuevo acuerdo científico-técnico, que incluía la asignación de profesionales yugoslavos adicionales a Cabo Verde y una mayor cooperación en los ámbitos de la planificación urbana, los medios de comunicación y el turismo. Los países continuaron disfrutando de estrechas relaciones hasta la desintegración de Yugoslavia en 1992.